# Bečka moderna
Bečka moderna je umjetnički pokret, koji se pojavio u Beču i trajao je između 1890. i 1910. godine. To se osobito odnosi na razvoj modernizma u austrijskoj prijestolnici i njezin utjecaj na područja filozofije, književnosti, glazbe, umjetnosti, dizajna i arhitekture. Bečka moderna imala je utjecaj i u Hrvatskoj.

## Arhitektura
Arhitekt Otto Wagner napisao je knjigu "Moderna arhitektura od 1895.", u kojoj je najavio novo doba i prevlast povijesnog stila (neo-grčki, neo-rimski i neo-barokni stil). Govorio je o potrebi arhitekture, koja bi se prilagodila novim tehnološkim dostignućima. 
Adolf Loos dizajnirao je neke od najpoznatijih građevina tog razdoblja. Među njima su Looshaus, Američki bar i Steinerova kuća. Looshaus u Beču (također poznata i kao zgrada Goldman & Salatsch) označava odbacivanje historicizma, kao i ukrasa bečke secesije. Izgled zgrade šokirao je građane Beča, jer su do tada imali drugačiji ukus. Zbog nedostatka ukrasa na fasadi, ljudi su zgradu prozvali "kućom bez obrva". Steinerova kuća postala je vrlo utjecajan primjer moderne arhitekture.

## Književnost
Najznačajniji književnici tog razdoblja okupljali su se u kavanama na čelu s piscem i kritičarem Hermannom Bahrom. On je 1890. objavio rad: "Kritika moderne" po čemu je pokret dobio ime. Bili su pod utjecajem kretanja u francuskoj književnosti, posebno simbolizma i djela avangardnih pisaca, kao što su: Joris-Karl Huysmans, Paul Bourget i Maurice Barrès. Bahr se usredotočio na dojmove i osjećaje ljudske duše, pod utjecajem psihologije Sigmunda Freuda i filozofa Ernsta Macha. 
Hermann Bahr je iskoristio svoj položaj kazališnog kritičara i feljtonista kako bi promicao ostale književnike Bečke moderne, od kojih su najpoznatiji: Hugo von Hofmannsthal, Arthur Schnitzler, Peter Altenberg, Felix Salten i Stefan Zweig. Imali su različite stilove i interese. Schnitzler je napisao jedan od najranijih primjera modernističke struje svijesti u djelu "Poručnik Gustl" (1900.). Hofmannsthalove rane pjesme pokazuju utjecaj francuskog simbolizma. Radio je i kao libretist za Richarda Straussa, što odražava prožimanje različitih grana umjetnosti u Bečkoj moderni.
Aphorist Altenberg podjednako je poznat po boemskom načinu života i pisanju. Felix Salten najpoznatiji je po svojim kasnijim knjigama za djecu (Bambi). Stefan Zweig je također bio libretist za Straussa te se istaknuo i kao prevoditelj djela iz simbolizma, a kasnije kao strastveni branitelj kolektivne europske kulture protiv agresivnog nacionalizma.
Drugi dominantan glas u bečkom književnosti u tom razdoblju bio je satiričar Karl Kraus. Izvorno je podupirao umjetnike Bečku modernu, a kasnije ih je kritizirao. U svom časopisu "Die Fackel" (hrv. "Baklja"), Kraus je pisao o raznim temama kao što su: cionizam, psihoanaliza, politička korupcija i nacionalizam.